# Vengeons
Vengeons est une ancienne commune française du département de la Manche et de la région Normandie, devenue le 1er janvier 2016 une commune déléguée au sein de la commune nouvelle de Sourdeval.
Elle est peuplée de 463 habitants.

## Géographie
La commune est aux confins du Bocage virois et du Mortainais. Son bourg est à 4 km au nord de Sourdeval, à 11 km au sud de Vire, à 15 km à l'ouest de Tinchebray.
La route départementale no 977 (ancienne route nationale 177) traverse la commune, menant à Vire au nord et à Sourdeval et Mortain au sud. Elle croise la D 39 qui dessert le bourg et au-delà Gathemo à l'ouest et permet à l'est de retrouver Chaulieu. S'y raccordant, la D 497 relie le bourg à Sourdeval. À l'ouest, la D 82 relie Gathemo à Sourdeval et la D 240 rejoint Saint-Germain-de-Tallevende-la-Lande-Vaumont au nord. L'accès le plus habituel à la commune se fait par Vire au nord et Sourdeval au sud.
Vengeons est sur la ligne de partage des eaux entre les bassins de la Vire et de la Sée. Le tiers nord du territoire livre ses eaux à la Vire, notamment par son affluent la Virène qui y prend sa source. Le reste du territoire alimente la Sée par l'intermédiaire de son affluent l'Yeurseul qui marque la limite au sud et son sous-affluent le Ravillon qui la matérialise à l'ouest.
Le point culminant (352 / 353 m) se situe à l'est, près des lieux-dits Debut et la Masure. La cote de 351 m est également atteinte au nord-ouest. Le point le plus bas (160 m) correspond à la sortie de l'Yeurseul du territoire, au sud-ouest. La commune est bocagère.
Le climat est océanique, comme dans tout l'Ouest de la France. La station météorologique la plus proche est Granville-Pointe du Roc, à 50 km, mais Caen-Carpiquet est à moins de 60 km. Le nord du Mortainais s'en différencie toutefois nettement pour la pluviométrie annuelle qui, à Vengeons, avoisine les 1 100 mm.
Les lieux-dits sont, du nord-ouest à l'ouest, dans le sens horaire : La Petite Haule, La Chartrerie, le Boyeux, la Boelle, l'Anfresne, la Ménardière, la Gaudinière, Bellevue, la Haule, l'Engraisserie, les Chabottières (au nord), la Beaugeardière, la Ricoulière, la Pesantière, la Goupillière, la Procasière, la Basserie, les Petits Bois, les Vallées Durand, le Val, la Traffetière, les Bouix, les Quatre Vents, les Hauts Vents, Debut, la Gillotière, la Masure (à l'est), Clesson, le Bois Gautier, l'Orère, la Riffaudière, la Gastelière, le Poncel, la Métairie, le Moulin du Bois, la Trennelière, la Gauterie, la Haute Mignonnerie, la Basse Mignonnerie (au sud), les Vallées, l'Aubourgère, le Val Biot, la Corbinière, la Lisse, la Hussinière, le Mont Chabot, la Masure aux Laisné, la Jourdonnière, la Tellerie, le Champ du Bois, la Cour, Launay, le Brouard, la Retivière, la Vallée, le Logis, les Landes et la Fourberie (à l'ouest).
| Gathemo                                         | Saint-Germain-de-Tallevende-la-Lande-Vaumont (comm. nouv. de Vire Normandie, Calvados) | Saint-Germain-de-Tallevende-la-Lande-Vaumont (comm. nouv. de Vire Normandie, Calvados) |
| Gathemo, Beauficel                              | Vengeons                                                                               | Chaulieu                                                                               |
| Beauficel, Sourdeval (comm. nouv. de Sourdeval) | Sourdeval (comm. nouv. de Sourdeval)                                                   | Sourdeval (comm. nouv. de Sourdeval)                                                   |

## Toponymie
Le nom de la localité est attesté sous la forme Venjons en 1144.
François de Beaurepaire postule un gaulois *Vindo-ic-onti-o, basé sur *uindo, blanc (cf. irlandais finn, breton gwenn, blanc) que l'on rencontre dans de nombreux noms de lieux (Vendœuvre, Vienne, etc.), le suffixe -ik- qui selon Pierre-Yves Lambert permet la substantivation et le suffixe -(o)-nti-(o) fréquemment attesté en toponymie (cf. Rosontio > Ressons; *Licontio > Lyons; Vesontio> Besançon; etc.). Le sens serait « endroit blanc, lumineux, beau ».
Les Vangions expliquent sans doute Vengeons.
Le gentilé est Vengeonais ou Vengeonnais.

## Histoire
Aujourd’hui Vengeons compte 500 habitants, contre plus de 1 800 au début du XIXe siècle. Ceci est une indication précieuse pour comprendre la vie industrieuse et commerciale de la commune…
Les textes les plus anciens remontent aux XIe et XIIe siècles. On y voit apparaître une famille de Vengeons. Le fief de Vengeons dépendait du comté de Mortain.
Ranulph le Normand, originaire de Vengeons, a accompagné Guillaume II (peut-être son père) en 1066. Son ascendance ambiguë (anglo-saxonne / normande) ressemble à celle du duc, qui servira plus tard à justifier l'occupation de l'Angleterre par les ducs de Normandie,.
En 1226, Geoffroy de Vengeons donne le patronage de l'église à l'évêque d'Avranches, Guillaume du Teilleul.
Pendant l'occupation anglaise, lors de la guerre de Cent Ans, en 1449, une des insurrections est née à Vengeons, en liaison avec une sortie des 129 barons normands assiégés au Mont-Saint-Michel. Cette révolte est née à la Pesantière. Et c’est cette révolte vengeonaise qui embrasa le Mortainais et l'Avranchin. Olivier Basselin (1403-1470), le poète de Vire, loua cette résistance contre les Anglais dans ses Vaux de Vire.
Lors des guerres de Religion, le 1er septembre 1568, les huguenots du village reçoivent un fort soutien des Huguenots venant de reprendre Vire.
Entre 1619 et 1642, la peste fait des ravages dans la population, et 1630 est une année particulièrement terrible pour Vengeons.
En 1639, suivant le souhait de François Ier, on consigne les actes dans les registres. Après la révolte des nu-pieds, on a conservé les registres vengeonais. Ils étaient d’abord visés par l’archidiacre, puis le doyen rural, puis au XVIIIe siècle du lieutenant général civil et criminel de Mortain. Après 1789, l’ensemble des registres formeront le fonds des archives départementales. Par un concours de circonstances, après leur restauration grâce à un mécène, les registres seront sauvés de la destruction des archives départementales de Saint-Lô en 1944. Le mécène est connu par l'inscription suivante, mentionnée en tête du premier registre :

« L'an 1901, Monsieur Poisnel étant maire, ces archives, qui avaient beaucoup souffert du temps, ont été remises en état par les soins de Jules Prosper Le Baron, docteur en médecine de la Faculté de Paris, fondateur et président du Syndicat des médecins de la Seine, membre du Conseil supérieur de la Mutualité, inspecteur des Enfants du 1er âge et des crèches de la Ville de Paris, né à Blaison (Maine-et-Loire), le 23 février 1855, fils de Pierre Joseph Le Baron de Blaison et de Jeanne Perrine Julienne Suzanne Le Baron de Segré, petit-fils de Pierre et de Julien Le Baron nés à Vengeons le 29 floréal an IV (18 mai 1796) et le 30 frimaire an VI (20 décembre 1797). »

En 1789, Jacques Louis le Harivel s'offre, avec des membres de sa famille, en otage garant de la vie du roi, après son arrestation.
Le 1er janvier 2016, Vengeons intègre avec la commune de Sourdeval la commune nouvelle de Sourdeval, créée sous le régime juridique des communes nouvelles instauré par la loi no 2010-1563 du 16 décembre 2010 de réforme des collectivités territoriales. Les communes de Sourdeval et Vengeons deviennent des communes déléguées et Sourdeval est le chef-lieu de la commune nouvelle.

## Politique et administration
| Période                                                                                  | Période       | Identité                | Étiquette | Qualité                      |
| ---------------------------------------------------------------------------------------- | ------------- | ----------------------- | --------- | ---------------------------- |
| …                                                                                        | …             | Léonor Michel Homo      |           | Fabricant de papier          |
| …1792                                                                                    | 1793…         | Vincent Hamon           |           |                              |
| …1794                                                                                    | 1795…         | Julien Templer          |           |                              |
| …1796                                                                                    | 1797…         | François André Le Bigot |           |                              |
| 1797                                                                                     | 1798          | François Vaullegeard    |           | Agent municipal de Sourdeval |
| 1798                                                                                     | 1800          | Guillaume Templer       |           |                              |
| 1800                                                                                     | 1801          | Léonor Michel Homo      |           |                              |
| 1801                                                                                     | 1817…         | Gervais Léonor Homo     |           |                              |
| 1817                                                                                     | 1818…         | Julien Letemplier       |           | faisant fonction             |
| 1818                                                                                     | 1826          | Gilles Beaugeard        |           |                              |
| 1826                                                                                     | 1845          | Alphonse de Lossendière |           | Conseiller général           |
| 1845                                                                                     | 1846          | Pierre Michel Hamon     |           | faisant fonction             |
| 1846                                                                                     | 1852          | Julien René Basselin    |           |                              |
| 1852                                                                                     | 1860          | Michel Lejemble         |           |                              |
| 1860                                                                                     | 1860          | Julien Esnoult          |           | faisant fonction             |
| 1860                                                                                     | 1870          | Jules Lemasson          |           |                              |
| 1870                                                                                     | 1874          | Raoul Lejemble          |           |                              |
| 1874                                                                                     | 1876          | Romain Escroignard      |           |                              |
| 1876                                                                                     | 1886          | Raoul Lejemble          |           |                              |
| 1886                                                                                     | 1893          | Jules Champion          |           |                              |
| 1893                                                                                     | 1893          | Victor Duval            |           | Agent municipal de Sourdeval |
| 1893                                                                                     | 1902          | Émile Poisnel           |           |                              |
| 1902                                                                                     | 1909          | Victor Duval            |           |                              |
| 1909                                                                                     | 1912          | Adrien Bazin            |           |                              |
| 1912                                                                                     | 1913          | Alexandre Dumaine       |           |                              |
| 1913                                                                                     | 1917          | Émile Juhel             |           |                              |
| 1917                                                                                     | 1918          | Pierre Pichon           |           |                              |
| 1918                                                                                     | 1938          | Émile Juhel             |           |                              |
| 1938                                                                                     | 1943          | Edmond Busnel           |           |                              |
| 1943                                                                                     | 1947          | Jules Buffard           |           |                              |
| 1947                                                                                     | 1959          | Henri Boulle            |           |                              |
| 1959                                                                                     | 1965          | Louis Couasnon          |           |                              |
| 1965                                                                                     | 1977          | Georges Malle           |           |                              |
| 1977                                                                                     | 1995          | Guy Fouques             |           |                              |
| 1995                                                                                     | 2001          | Jean-Claude Lepetit     | SE        |                              |
| mars 2001                                                                                | avril 2014    | Jean-Marie Brard        | DVD       | Inséminateur                 |
| avril 2014                                                                               | décembre 2015 | Christophe Bazin        | SE        | Agriculteur                  |
| Une partie des données est issue d'une liste établie par Jean Pouëssel et Nicolas Garel. |               |                         |           |                              |

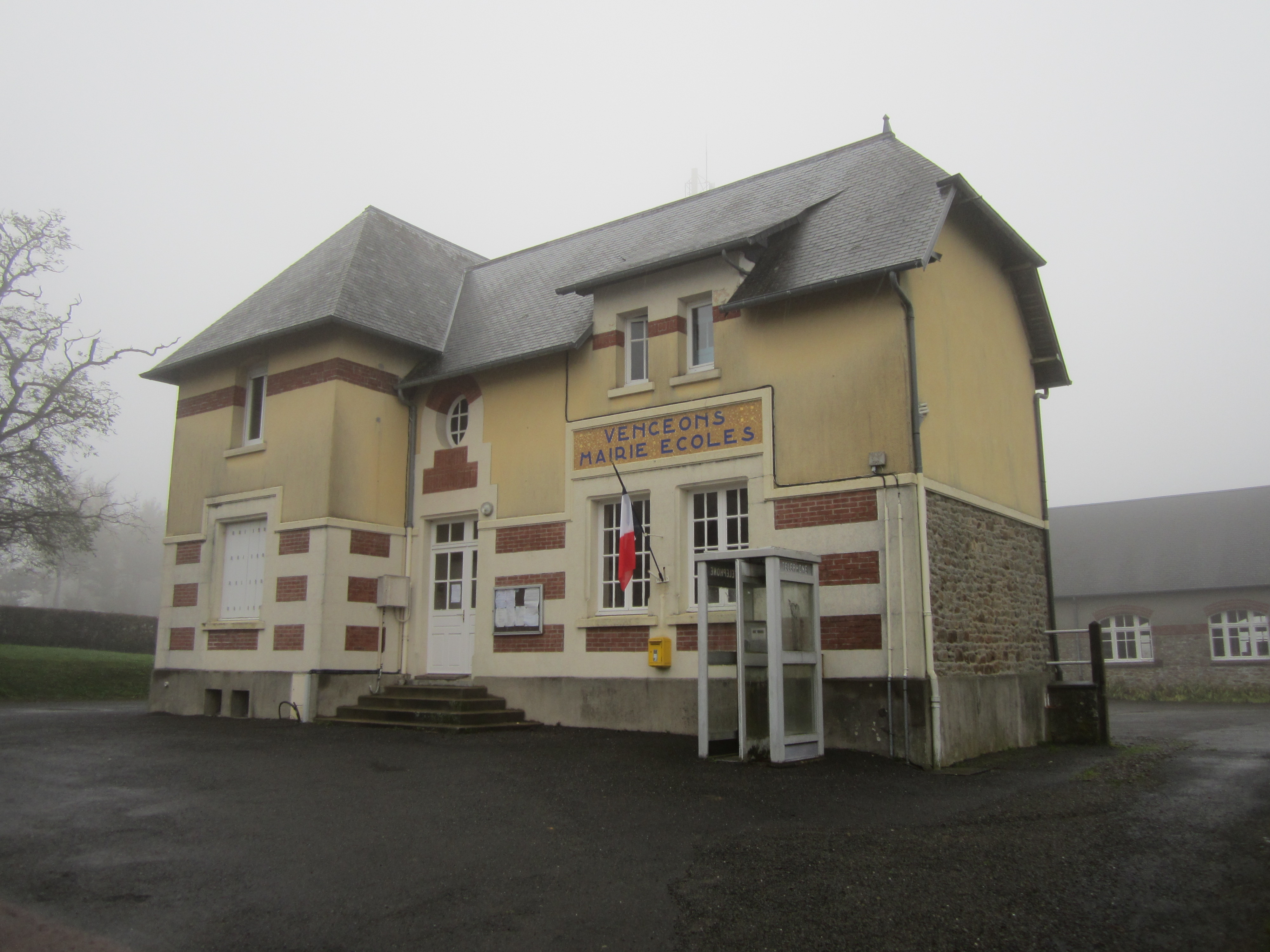
La mairie.

Le conseil municipal était composé de onze membres dont le maire et trois adjoints. Ces conseillers intègrent au complet le conseil municipal de la commune nouvelle de Sourdeval le 1er janvier 2016 jusqu'en 2020 et Christophe Bazin devient maire délégué.
| Période        | Période      | Identité         | Étiquette | Qualité     |
| -------------- | ------------ | ---------------- | --------- | ----------- |
| janvier 2016   | juillet 2020 | Christophe Bazin | SE        | Agriculteur |
| 4 juillet 2020 | octobre 2023 | David Giroult    |           | Agriculteur |
| décembre 2023  |              | David Giroult    |           | Agriculteur |

## Démographie
En 2021, la commune comptait 463 habitants. Depuis 2004, les enquêtes de recensement dans les communes de moins de 10 000 habitants ont lieu tous les cinq ans (en 2006, 2011, 2016, etc. pour Vengeons) et les chiffres de population municipale légale des autres années sont des estimations.
Vengeons a compté jusqu'à 1 810 habitants en 1806.
| 1793  | 1800  | 1806  | 1821  | 1831  | 1836  | 1841  | 1846  | 1851  |
| ----- | ----- | ----- | ----- | ----- | ----- | ----- | ----- | ----- |
| 1 800 | 1 484 | 1 810 | 1 760 | 1 781 | 1 727 | 1 716 | 1 658 | 1 704 |

| 1856  | 1861  | 1866  | 1872  | 1876  | 1881  | 1886  | 1891  | 1896 |
| ----- | ----- | ----- | ----- | ----- | ----- | ----- | ----- | ---- |
| 1 618 | 1 554 | 1 574 | 1 360 | 1 379 | 1 249 | 1 160 | 1 042 | 995  |

| 1901 | 1906 | 1911 | 1921 | 1926 | 1931 | 1936 | 1946 | 1954 |
| ---- | ---- | ---- | ---- | ---- | ---- | ---- | ---- | ---- |
| 976  | 923  | 883  | 738  | 788  | 762  | 813  | 753  | 670  |

| 1962 | 1968 | 1975 | 1982 | 1990 | 1999 | 2006 | 2011 | 2016 |
| ---- | ---- | ---- | ---- | ---- | ---- | ---- | ---- | ---- |
| 619  | 635  | 610  | 578  | 552  | 518  | 500  | 478  | 453  |

| 2019 | - | - | - | - | - | - | - | - |
| ---- | - | - | - | - | - | - | - | - |
| 446  | - | - | - | - | - | - | - | - |

## Lieux et monuments
Un circuit de découverte présente le patrimoine de la commune. Vengeons est un Village Patrimoine du Pays de la baie du mont Saint-Michel depuis 2003.

### La fontaine Saint-Germain
La fontaine Saint-Germain est un des deux lavoirs de la commune. Son nom vient de saint Germain d'Auxerre, l'évangélisateur, qui serait passé par ce chemin en 396.
La lessive était un travail important, et fatigant, surtout au regard du chemin, très pentu. La lavandière utilisait un caboret ou carrosse, pour être un peu plus à l’aise. À l’aide d’un pussoir (pucheux dans l’Avranchin et en normand), elle puisait l’eau, pour la mettre dans le cuvier. Le pussoir faisait 1,5 l à Vengeons, le pucheu faisait 3 l. Ce chaudron était chauffé, et recevait de la cendre de bois d’arbres fruitiers (de préférence). Le linge était battu au lavoir, puis placé dans le cuvier bouillant sur lequel on plaçait le charrier ou doublier, un gros drap de chanvre, pour éviter le contact direct entre la cuve et le linge. La lavandière tournait le linge avec un grand bâton ou de grandes pinces en bois. Ensuite le linge retournait au lavoir pour être rincé et essoré. À Vengeons, une femme profitait de l’aide de ses enfants pour ramener le linge sur le haut du village à l’aide d’une corde. La grande lessive avait lieu deux à trois fois par an. Et il fallait être plusieurs.

### La maison deMmeHalot
Dans le bourg de Vengeons, le bâti présente des lucarnes de différentes factures. On trouve des lucarnes à bâtière, qui avancent, des lucarnes rampantes, un versant, ou des lucarnes frontons. Il y a deux grandes familles de lucarnes : celles destinées à éclairer et aérer les combles, en tête de mur des façades, et celles destinées à dégager l’accès aux greniers, recoupant les façades.
La maison de Mme Halot est une maison très ancienne qui possède des volets intérieurs. Ceux-ci permettaient d’éviter d’ouvrir les fenêtres l'hiver, et de perdre de la chaleur. Dans cette maison, dans la cave, à la Révolution, un prêtre réfractaire disait la messe en cachette. En effet, à Vengeons, un prêtre avait prêté serment et le vicaire avait refusé. Vengeons ne s’est pas révolté spontanément lors de la Révolution, en suivant les premiers Chouans. Mais lorsque le sectarisme et les remises en cause de la religion apparurent, les habitants bougèrent. Des prêtres refusent de remettre leurs lettres de prêtrises, et certains se réfugient.
Vengeons sera au centre des fronts de batailles chouannes de la région, entre Tinchebray, Vire, Saint-Sever… et les troupes de Frotté y séjournent plusieurs fois.

### Le puits du Bourg
Ce puits très ancien a la particularité d'être tout en haut de la colline, c’est une grande chance pour les habitants, qui ainsi n’avaient pas de trajet à effectuer pour les corvées d'eau. La croix juste à côté, très ancienne, était probablement située sur le haut du puits, car l'eau était mise sous la protection divine.

### Les tombes du Commonwealth

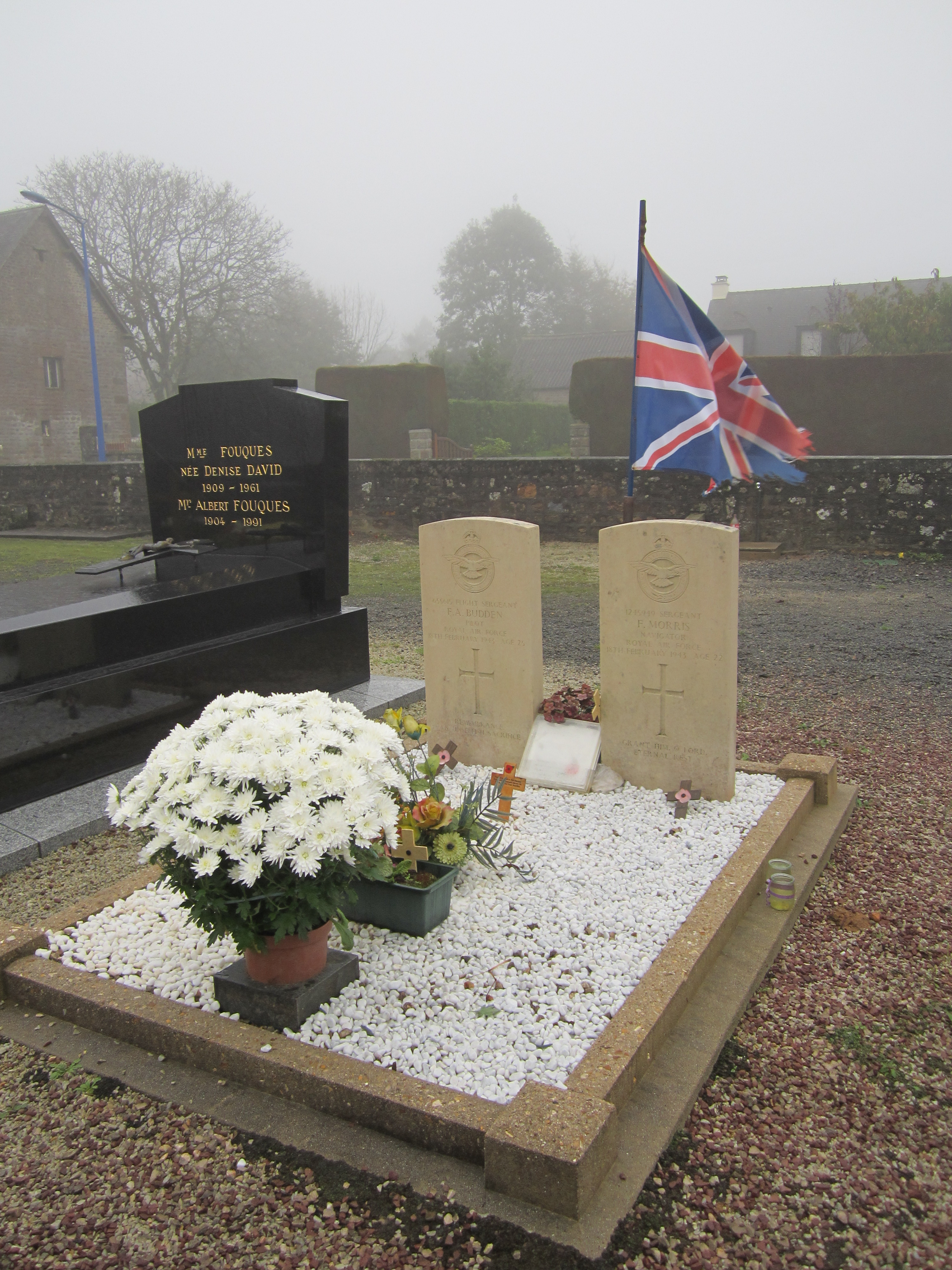
Les tombes du Commonwealth des deux aviateurs.

Ces deux tombes sont les témoignages du passage du front sur la commune. Les deux jeunes aviateurs de la Royal Air Force, âgés de 22 et 24 ans furent abattus par la DCA, à l'Anfrérie. Deux personnes ont été tuées lors de l'accident.

### Le café, les commerces
L’ancien café de Vengeons a fermé il y a peu de temps[Quand ?]. Mais ce n’est pas le seul de Vengeons, car il y en avait plusieurs. Vengeons comptait plus de 1 700 habitants, et les commerces étaient très nombreux. Voici un aperçu non exhaustif de tout ce qu’on pouvait trouver à Vengeons en 1900 (aujourd’hui, tout se situe à Sourdeval) : un boulanger, trois épiciers, un charcutier, un boucher, un tabac, six sabotiers, deux coiffeurs, deux charpentiers, trois fileuses, une repasseuse de coiffes, deux brodeuses, deux couturières, une tricoteuse. Les exploitations agricoles étaient modestes, de 5 à 10 hectares. Souvent les hommes avaient un deuxième métier : colporteur, étameur, marchand de cheveux…
En plus des commerçants du bourg, un boucher venait le dimanche, un poissonnier de Sourdeval, par le train, et une fois par an, un marchand d’oignons de Bretagne.

### Le circuit textile
Les maisons « ouvrières » : des maisons, très simples, mais très fonctionnelles. Vengeons, avec ses 1 710 habitants et 72 villages, comptait de nombreux ouvriers et artisans, notamment dans le textile. La fibre pouvait y vivre tout son cycle, du cardage au papier chiffon. En effet, on pouvait recenser, en 1851, dans la commune :
- deux filassiers ;
- dix-neuf filassières ;
- quarante deux fileuses ;
- dix-sept tisserands (plutôt des hommes) ;
- quinze tailleurs et couturières ;
- treize blanchisseuses ;
- dix brodeuses ;
- cinq mercières ;
- cinq marchands de chiffons;
- six papetiers ;

soit 134 personnes travaillant dans le textile.

### Les clôtures de granite
Vengeons est implanté sur une crête granitique à l’extrémité est de l’utilisation des blocs de granite pour réaliser des clôtures. Ces pierres sont très lourdes, car il y a autant de granite à l’extérieur qu’à l’intérieur de la terre. La forme des blocs est très caractéristique de cette région manchoise.

### La poste et l’école
L'école se trouvait en face des maisons ouvrières, avant la guerre de 1914. Après 1918, elle fut déplacée au nord du centre bourg, tout comme la mairie. L'école jouxtait le mur du cimetière. La rue actuelle fut creusée après la Seconde Guerre mondiale. Il y avait deux écoles, une école de filles, et une école de garçons.
Pour venir à l'école, les enfants venaient de jusqu’à près de 3 km (Saint-Germain par exemple), par tout temps, toute l'année, même dans le noir et dans la neige. Les enfants emmenaient leur repas, fait de tartines de graisse, parfois d’un bout de lard, et de cidre. L'entraide villageoise existait. Une petite fille dont la mère était trop pauvre pour lui fournir son repas faisait la quête auprès des dames du village.

### Le presbytère, l’église
Vengeons est une paroisse ancienne, et très croyante. La région dut être évangélisée au IVe siècle, comme tout le Mortainais, et on évoque surtout saint Germain d'Auxerre, qui parcourait la région dans les années 390. La plupart du temps, ils étaient deux à officier : curé et vicaire, avec un sacristain. Vengeons a donné des prêtres à Paris (église Saint-Roch par exemple), et compta jusqu'à dix carmélites. L'année était rythmée par les fêtes catholiques.
L'église de Vengeons des XVIIe – XVIIIe siècles, sous le vocable de Saint-Germain, a subi de nombreux remaniements, dus aux aléas de l'histoire. La première date évoquée est 1222. Sur le clocher on relève la date de 1636, sur le transept celle de 1731, et dont le transept sud comporte les restes d'un cadran solaire.
L'avant-porche latéral de facture gothique est austère. Il s'agit peut-être des vestiges d’un autre édifice, une autre église, ou d'une chapelle accolée. Son dallage est fait de pierres tombales du XVIe siècle, et des dessins étranges sont gravés sur les bancs.
Les fonts baptismaux datent du XIXe siècle. La grande ogive a été remise en valeur par la suppression de la tribune qui la masquait. La chaire a été déplacée lors des travaux d'après 1944, car l'édifice a été éprouvé par des obus. La voûte précédente était peinte en bleu et parsemée d'étoiles d’or, comme on peut le voir encore dans la chapelle absidiale de Mortain, ce qui est typique du XIXe siècle. Il y avait un Christ sur une poutre de gloire, mais elle a disparu.
Des vases acoustiques sont placés sous la maçonnerie de la nef. Ils sont sans doute en terre de Ger, et servaient à améliorer le renvoi du son lors des offices, avec leur ouverture vers l'intérieur de la nef.
La statuaire. Au-dessus du maître-autel du XVIIe, se trouve une Vierge couronnée, portant l'Enfant à la Colombe, classée au titre objet aux monuments historiques. Elle est en pierre polychrome, XVe – XVIe siècles. Un cœur de bronze doré comporte le nom de tous ceux qui ont participé aux dépenses de la statue. De chaque côté se trouvent saint Blaise et saint Germain. Saint Blaise était très vénéré, car il est dit qu’il guérit de tous les maux. Ces statues sont en bois, du XVIIIe siècle. La pièce la plus remarquable de la statuaire est le martyre de saint Blaise, bas-relief de pierre blanche, du XVe, classé également au titre objet. Le corps du saint est nu, sa mitre rappelle qu’il est évêque. Il est attaché à un poteau, et de chaque côté, un bourreau laboure sa poitrine à coups de cordes. Il fut raccommodé en 1696, puis disparut, car la chapelle Saint-Blaise et des « prétendues » reliques furent interdites par l'évêque. Il fut retrouvé en 1925 par le curé Danguy sous un lambris. La restauration n'avait pas été efficace. Saint Blaise a été torturé au temps de Dioclétien, au début du IVe siècle. Il fut frappé par des peignes à carder, puis décapité. Ainsi il fut choisi comme patron des corporations des textiles, des tailleurs de pierres, et des médecins laryngologistes. Il a été sanctifié car il aurait sauvé un garçonnet qui s'étranglait avec une arête de poisson dans la gorge, en touchant le garçon avec deux cierges de la chandeleur. La fontaine Saint-Germain a eu la réputation de guérir des maux de gorge.
Le retable du croisillon nord, qui date de la fin du XVIIe où du début du XVIIIe siècle, comporte une Vierge de pitié en pierre, du XVe siècle. Le retable du croisillon sud, du XVIIIe siècle, présente une Éducation de la Vierge, en bois peint du XVIIIe siècle.
Les vitraux de la nef date de 1970. Il représente saint Michel touchant du doigt la tête de saint Aubert, qui doutait de la véracité de son souhait de créer un monastère sur le mont Tombe.
Les cloches qui pèsent 3 tonnes, et datent de 1888, s'appellent Vitaline Marie, Louise Élisabeth, et Léonie Marie.
On trouve dans l'église de nombreuses dalles funéraires, dures, parfois impossibles à déchiffrer, car martelées à la Révolution. Elles datent dans leurs grandes majorités des XVIIe et XVIIIe siècles, et concernent des prêtres, notaires, marchands…

### Autres lieux et monuments
- Château du Logis. Au moment de la Révolution, Jean-Jacques Le Harivel, qui avait épousé en 1767, Anne-Françoise de Lambert, et qui était titulaire de la seigneurie de Vengeons, et résidait au château du Logis, s'offrit comme otage garant de la vie du roi, lors de l'arrestation de Louis XVI[20].
- Deux croix de cimetière du XVIIe siècle.
- Croix de chemin du Brouard du XVIIe siècle et de la Riffaudière du XIXe siècle.
- Lavoir.
- Oratoire.

Pour mémoire
- Manoir de la Fourberie du XVe siècle, dont le pignon fut donné par le propriétaire et transféré place de la Mairie à Sourdeval[20].

## Héraldique
| Blason de Vengeons | Blason  | Coupé mi-parti en chef: au 1 de gueules à deux léopards d'or, armés et lampassés d'azur, l'un au-dessus de l'autre, au 2 d'or à deux navettes de tisserand de gueules, leur bobine du champ, passées en sautoir, au 3 de sinople au chevron versé d'argent et à un crosseron d'or brochant |
| Blason de Vengeons | Détails | Les deux léopards d'or rappellent les armoiries de la Normandie. Le 1er janvier 2016, la commune de Vengeons a fusionné avec la commune de Sourdeval pour former la commune nouvelle de Sourdeval. Créé par JF Binon.                                                                      |